# TSV LONGA in het seizoen 1961/62
Het seizoen 1961/1962 was het achtste jaar in het bestaan van de Tilburgse betaaldvoetbalclub LONGA. De club kwam uit in de Tweede divisie en eindigde daarin op de 12e plaats. Tevens deed de club mee aan het toernooi om de KNVB beker, hierin werd in de eerste ronde verloren van Helmondia '55 (2–3).

## Wedstrijdstatistieken

### Tweede divisie
|       | Baronie | EDO   | De Graafschap | Helmondia '55 | N.E.C. | Oldenzaal | PEC   | RCH   | Roda Sport | Tubantia | UVS   | Velox | Zwartemeer | Zwolsche Boys |
| ----- | ------- | ----- | ------------- | ------------- | ------ | --------- | ----- | ----- | ---------- | -------- | ----- | ----- | ---------- | ------------- |
| Thuis | 1 – 2   | 0 – 2 | 3 – 0         | 2 – 1         | 1 – 1  | 2 – 3     | 1 – 1 | 1 – 0 | 1 – 1      | 2 – 3    | 2 – 2 | 3 – 2 | 2 – 0      | 2 – 1         |
| Uit   | 1 – 1   | 5 – 4 | 2 – 0         | 2 – 3         | 1 – 1  | 1 – 1     | 5 – 1 | 0 – 0 | 1 – 2      | 2 – 2    | 1 – 1 | 2 – 0 | 2 – 1      | 1 – 2         |

### Beslissingswedstrijd om de 12e of 13e plaats
| Beslissingswedstrijd                                                      | LONGA                                               | 4 – 1 (0 – 0) | Zwolsche Boys     |
| 17 juni 1962 Plaats: Doetinchem Stadion De Vijverberg Toeschouwers: 1.800 | Leo Villevoye 59', 72' Jef Maas 64' Gerard Spanings |               | 73' Ernst Söllner |

### KNVB Beker
| 1e ronde                                         | LONGA                                         | 2 – 3 (1 – 1) | Helmondia '55                          |
| 21 oktober 1961 Plaats: Tilburg Aan de spoorbrug | Jan Meijer 29' (pen.) Wolf Vermulst –' (e.d.) |               | 4', 64' Theo Spierings 47' Coen Dillen |

## Statistieken LONGA 1961/1962

### Eindstand LONGA in de Nederlandse Tweede divisie 1961 / 1962
| Stand | Gespeeld | Gewonnen | Gelijk | Verloren | Punten | Doelpunten voor | Doelpunten tegen |
| ----- | -------- | -------- | ------ | -------- | ------ | --------------- | ---------------- |
| 12e   | 28       | 7        | 10     | 11       | 24     | 37              | 47               |

### Topscorers
| #      | Naam            | Goal |
| ------ | --------------- | ---- |
| 1.     | Jan Meijer      | 13   |
| 2.     | Gerard Spanings | 7    |
| 3.     | Jef Maas        | 6    |
| 4.     | Leo Snijders    | 3    |
| 4.     | Louis de Zwart  | 3    |
| 6.     | Jan Druyts      | 2    |
| 6.     | Villevoye       | 2    |
| 8.     | Henk van Erp    | 1    |
| 8.     | Jan Paulissen   | 1    |
| Totaal | Totaal          | 37   |

| #      | Naam            | Goal |
| ------ | --------------- | ---- |
| 1.     | Leo Villevoye   | 2    |
| 2.     | Jef Maas        | 1    |
| 2.     | Gerard Spanings | 1    |
| Totaal | Totaal          | 4    |

| #              | Naam                          | Goal |
| -------------- | ----------------------------- | ---- |
| 1.             | Jan Meijer                    | 1    |
| Eigen doelpunt |                               |      |
| 1.             | Wolf Vermulst (Helmondia '55) | 1    |
| Totaal         | Totaal                        | 2    |

## Voetnoten
Baronie · EDO · De Graafschap · Helmondia '55 · LONGA · N.E.C. · Oldenzaal · PEC · RCH · Roda Sport · Tubantia · UVS · Velox · Zwartemeer · Zwolsche Boys